# Tröghetsmoment
Denna artikel handlar om en kropps motstånd mot rotationsändring. För en kropps motstånd mot böjning, se böjtröghetsmoment.
En kropps tröghetsmoment är ett mått på det vridmoment som krävs för en given ändring per tidsenhet av kroppens rotationshastighet kring en given axel. 
Tröghetsmoment betecknas med I eller J och används för att beskriva stela kroppars dynamik. Tröghetsmomentet har samma roll för rotationsrörelser som massa har för translationsrörelser. Tröghetsmoment introducerades av Euler. 
För en given rotationsaxel beror tröghetsmomentet av hur kroppens massa är fördelad med avseende på axeln:
{\displaystyle I_{0}=\sum _{i}r_{i}^{2}m_{i},}
där mi är ett masselement och ri är avståndet från dess masscentrum till den givna rotationsaxeln. 
Liksom för moment varierar ett tröghetsmoment beroende på referensaxeln, men genom att bestämma en kropps tröghetsmoment med avseende på en axel genom masscentrum kan parallellaxelsatsen (Steiners sats),
{\displaystyle I_{0}=I+d^{2}m,}
användas för att omvandla tröghetsmomentet med avseende på en godtycklig axel (parallell med den första) på avståndet d från masscentrum.
För kontinuerliga massfördelningar används integralen
{\displaystyle I_{0}=\iiint _{V}r^{2}dm.}
där 
{\displaystyle dm=\rho \,dV,}
är det kontinuerliga masselementet för ett volymelement, och där ρ är densiteten.

## Tröghetstensorn
Tröghetsmoment kan, när en axel inte är given, beskrivas med en andra ordningens tensor (matris) I = Iij:
{\displaystyle {\bar {\bar {I}}}=m(R\cdot R{\bar {\bar {1}}}-RR)={\begin{bmatrix}I_{xx}&I_{xy}&I_{xz}\\I_{yx}&I_{yy}&I_{yz}\\I_{zx}&I_{zy}&I_{zz}\end{bmatrix}}}
För en stel kropp är tröghetstensorn summan av varje partikels moment: m → mi, R → Ri med avseende på dess axel. Elementen Iii kallas för tröghetsmoment, medan elementen Iij, i ≠ j, kallas för tröghetsprodukter eller deviationsmoment.
Tröghetstensorn beräknas enligt
{\displaystyle I_{11}=I_{xx}\ {\stackrel {\mathrm {def} }{=}}\ \sum _{k=1}^{N}m_{k}(y_{k}^{2}+z_{k}^{2}),\,\!}
{\displaystyle I_{22}=I_{yy}\ {\stackrel {\mathrm {def} }{=}}\ \sum _{k=1}^{N}m_{k}(x_{k}^{2}+z_{k}^{2}),\,\!}
{\displaystyle I_{33}=I_{zz}\ {\stackrel {\mathrm {def} }{=}}\ \sum _{k=1}^{N}m_{k}(x_{k}^{2}+y_{k}^{2}),\,\!}
{\displaystyle I_{12}=I_{xy}\ {\stackrel {\mathrm {def} }{=}}\ -\sum _{k=1}^{N}m_{k}x_{k}y_{k},\,\!}
{\displaystyle I_{13}=I_{xz}\ {\stackrel {\mathrm {def} }{=}}\ -\sum _{k=1}^{N}m_{k}x_{k}z_{k},\,\!}
{\displaystyle I_{23}=I_{yz}\ {\stackrel {\mathrm {def} }{=}}\ -\sum _{k=1}^{N}m_{k}y_{k}z_{k},\,\!}
och {\displaystyle I_{12}=I_{21}}, {\displaystyle I_{13}=I_{31}}, och {\displaystyle I_{23}=I_{32}}.
({\displaystyle I} är alltså en symmetrisk tensor.)
Här betecknar {\displaystyle I_{xx}} tröghetsmomentet runt x-axeln vid rotation runt samma axel, medan {\displaystyle I_{xy}} betecknar tröghetsmomentet runt y-axeln vid rotation runt x-axeln, och så vidare.
Tröghetstensorns form beror på valet av koordinatsystem för x, y, z. Det finns alltid ett val av koordinatsystem sådant att tröghetsmomentet kan skrivas
{\displaystyle {\bar {\bar {I}}}={\begin{bmatrix}I_{xx}&0&0\\0&I_{yy}&0\\0&0&I_{zz}\end{bmatrix}}.}
Detta moment motsvarar ett koordinatsystem som sammanfaller med principalaxlarna, i detta fall även benämnda huvudtröghetsaxlarna. Genom att välja principalaxlar fås ett tröghetsmoment som bara innehåller diagonalelement. Alternativt kan tröghetsmomentet diagonaliseras för att hitta principalaxlarna.

## Exempel
|  | {\displaystyle I_{z}={\frac {1}{2}}m\left({r_{1}}^{2}+{r_{2}}^{2}\right)} {\displaystyle I_{x}=I_{y}={\frac {1}{12}}m\left[3\left({r_{2}}^{2}+{r_{1}}^{2}\right)+h^{2}\right]} Ur detta kan man få tröghetsmomentet för några specialfall: Tunn stav ({\displaystyle r_{1}\approx r_{2}\approx 0}): {\displaystyle I_{z}=0\ } {\displaystyle I_{x}=I_{y}={\frac {mL^{2}}{12}}} Cylinderskal ({\displaystyle r_{1}\approx r_{2}}): {\displaystyle I_{z}=mr^{2}\ } {\displaystyle I_{x}=I_{y}={\frac {1}{12}}m\left(6r^{2}+h^{2}\right)} Ring ({\displaystyle r_{1}\approx r_{2},h\approx 0}): {\displaystyle I_{z}=mr^{2}\ } {\displaystyle I_{x}=I_{y}={\frac {mr^{2}}{2}}} |
|  | Tunn stav, fastsatt i ena ändpunkten: {\displaystyle I={\frac {1}{3}}mL^{2}} |
|  | Rektangulär bricka (rätblock) med sidorna a och b (godtycklig höjd), fastsatt i brickans mitt: {\displaystyle I={\frac {1}{12}}\cdot m\cdot (a^{2}+b^{2})} |
|  | Ett massivt klot med radie R, fastsatt så att rotationsaxeln går genom klotets centrum: {\displaystyle I={\frac {2}{5}}\cdot m\cdot R^{2}} Ett klotformat skal (klot med inre radie r ≈ R): {\displaystyle I={\frac {2}{3}}\cdot m\cdot R^{2}} |